# Sistema Universitario Estatal de Texas

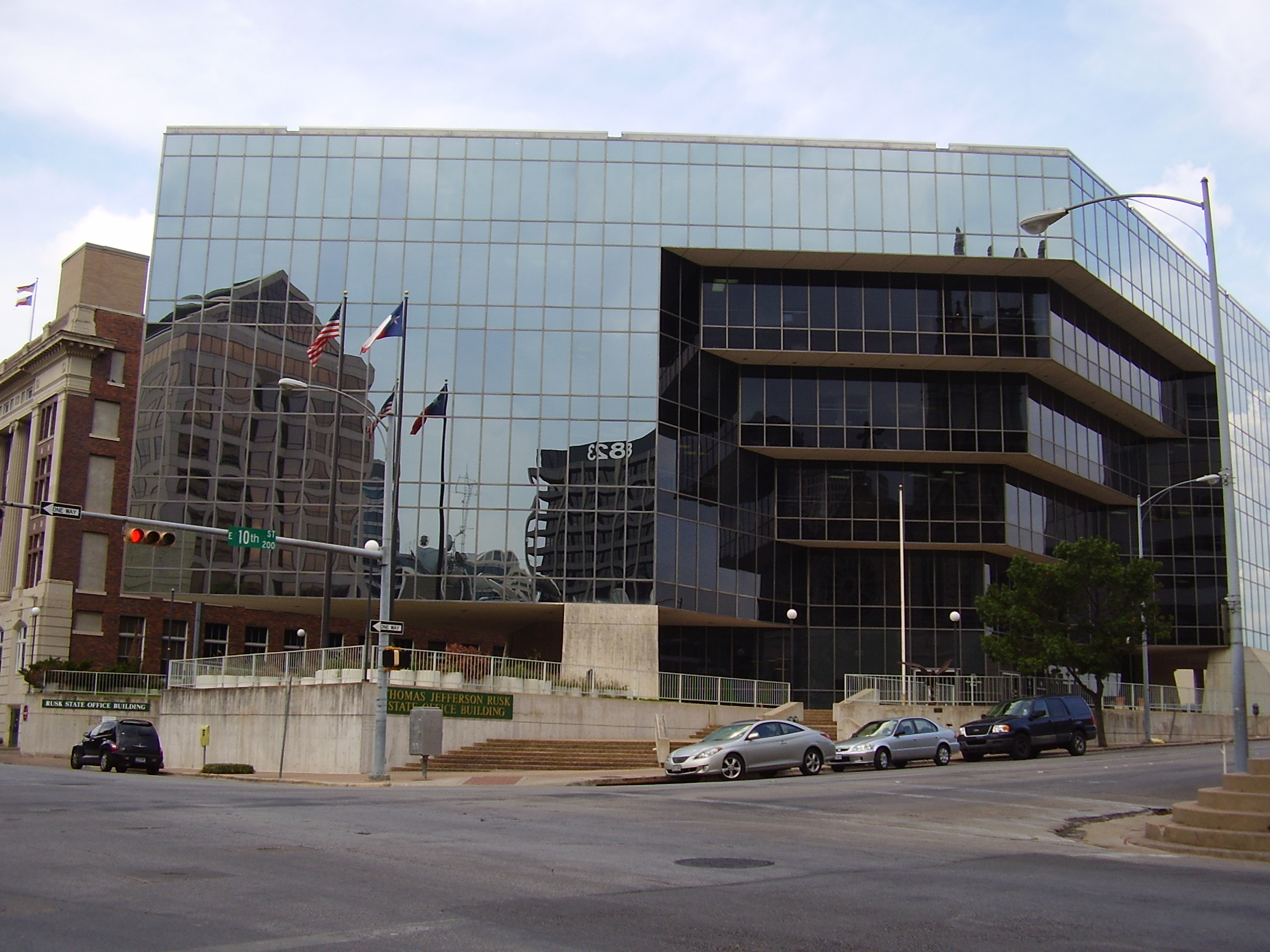
Oficinas centrales del sistema, en Austin.

El Sistema Universitario Estatal de Texas (Texas State University System -TSUS- en idioma inglés y oficialmente) es una red de universidades públicas del estado de Texas, en Estados Unidos. Fue creado en 1911 para supervisar las escuelas normales del estado. 
En la actualidad, está compuesto por ocho universidades. En total, el sistema instruye a más de 80.000 alumnos.

## Universidades del sistema
- Instituto de Tecnología Lamar
- Lamar State College-Orange
- Lamar State College-Port Arthur
- Rio Grande College
- Universidad Estatal de Texas
- Universidad Estatal Sam Houston
- Universidad Estatal Sul Ross
- Universidad Lamar